# Campeonato Paraibano Segunda Divisão 2006
In 2006 werd twaalfde editie van het Campeonato Paraibano Segunda Divisão gespeeld voor voetbalclubs uit de Braziliaanse staat Paraíba. De competitie werd georganiseerd door de FPF en werd gespeeld van 5 tot 13 augustus. Auto Esporte werd kampioen.
Aanvankelijk waren er zeven inschrijvingen maar Miramar, Cruzeiro, Santa Cruz, Leonel en Monteiro werden uitgesloten omdat ze hun schulden aan de voetbalbond niet betaalden. 

## Finale
Heen
|            |          |                                                                      |              |                        |
| 5 augustus | Perilima | 0 – 7                                                                | Auto Esporte | Amigão, Campina Grande |
| 5 augustus |          | 18', 35', 60' 68' Marcelo Santos 20' Alexandre 47' Idalvo 86' Valdir |              | Amigão, Campina Grande |

Terug
|             |              |       |                                |                       |
| 13 augustus | Auto Esporte | 1 – 0 | Desportiva Perilima de Futebol | Almeidão, João Pessoa |
| 13 augustus | Missinho 38' |       |                                | Almeidão, João Pessoa |

### Kampioen
| Campeonato Paraibano de 2006 - Segunda Divisão |
| Paraíba                                        |
| ---------------------------------------------- |
| AUTO ESPORTE Kampioen (2° titel)               |